# Alfred Powell Wadsworth
Alfred Powell Wadsworth (ur. 1890/91, zm. 5 listopada 1956) – brytyjski dziennikarz, autor i redaktor naczelny The Guardian od 1944 do swojej śmierci w 1956 roku.
Wadsworth został redaktorem naczelnym w 1944 roku, kiedy zastąpił Edwarda Taylora Scotta, syna C. P. Scotta. Zmarł w wieku 65 lat. 